# نیروی هوایی هفتم
نیروی هوایی هفتم (انگلیسی: Seventh Air Force) یا نیروهای هوایی کره، یک نیروی هوایی شماره‌گذاری شده از نیروی هوایی ایالات متحده آمریکا و زیرمجموعه نیروهای هوایی اقیانوس آرام است، که قرارگاه مرکزی آن در پایگاه هوایی اوسان، کره جنوبی قرار دارد.
مأموریت این نیرو، برنامه‌ریزی و هدایت عملیات‌های هوایی در جمهوری کره و شمال غربی اقیانوس آرام است و وظیفه اصلی آن تأمين نیروهای هوایی آماده نبرد برای فرماندهی اقیانوس هند-آرام ایالات متحده آمریکا، نیروهای کره ایالات متحده و فرماندهی سازمان ملل می‌باشد. 
نیروی هوایی هفتم در تاریخ ۱۹ اکتبر ۱۹۴۰ به‌عنوان نیروی هوایی هاوایی در فورت شفتر، قلمرو هاوایی تأسیس شد، یک واحد رزمی نیروی هوایی نیروی زمینی ایالات متحده آمریکا در جبهه اقیانوس آرام جنگ جهانی دوم بود، که پدافند هوایی جزایر هاوایی را تأمین می‌کرد و عمدتاً در منطقه مسئولیتی مرکزی اقیانوس آرام در عملیات‌های رزمی شرکت می‌کرد. واحدهایی به این نیرو اختصاص داده شده بود که با نیروهای دشمن در جزایر گیلبرت؛ جزایر مارشال؛ جزایر کارولین؛ جزایر ماریانا و در آخرین نبرد بزرگ جنگ اقیانوس آرام، نبرد اوکیناوا، درگیر شوند. نیروی هوایی هفتم که پس از جنگ به نقش دفاعی خود در هاوایی بازگشت، در طول جنگ ویتنام به سازمان اصلی فرماندهی و کنترل نیروی هوایی ایالات متحده در ویتنام جنوبی تبدیل شد.